# Gabrielle Douglas
Pour les articles homonymes, voir Douglas.
Gabrielle Douglas, également appelée Gabby Douglas, est une gymnaste artistique américaine, née le 31 décembre 1995 à Newport News, en Virginie.
Elle a été membre de l’équipe de gymnastique artistique féminine des États-Unis – que les médias avaient surnommée « [the] Fierce Five » (littéralement : « les cinq féroces/acharnées/sans faille ») – qui fut championne olympique aux Jeux d’été de 2012, à Londres. Gabrielle Douglas remporta en outre, lors de cette même Olympiade, le concours général individuel. Elle est la première femme afro-américaine à avoir gagné à la fois la médaille d’or du concours par équipes et celle du concours général individuel au cours d’une même édition des Jeux olympiques. Quatre ans plus tard, à Rio de Janeiro, elle remporte une troisième médaille d’or olympique : celle, une fois encore, du concours par équipes.

## Biographie

### Jeunesse
Gabrielle Christina Victoria Douglas est née à Newport News, en Virginie. Elle commence sa formation en gymnastique à six ans lorsque sa sœur aînée convainc sa mère de l’inscrire à des cours de gymnastique. En octobre 2002, Gabrielle Douglas commence sa formation à Gymstrada.
À l’âge de 8 ans, Gabrielle Douglas remporte le niveau 4 en individuel aux championnats de Virginie de 2004.
À 14 ans, elle quitte sa Virginie natale pour déménager à Des Moines, dans l’Iowa pour se former à temps plein avec l’entraîneur Liang Chow.

### Carrière junior
Surnommée « l’écureuil volant » du fait de sa souplesse hors-norme, elle connaît une ascension fulgurante.
2008
Gabrielle Douglas fait ses débuts nationaux en 2008 à l’US Classic à Houston, au Texas, où elle termine dixième au classement individuel.
Elle participe ensuite aux championnats Visa juniors (en) de 2008 à Boston, au Massachusetts où elle termine seizième,.
2009
En 2009, elle est victime d’une fracture de la plaque de croissance de son poignet. En raison de cette blessure, elle est en grande partie incapable de faire face à la concurrence et échoue le 2009 CoverGirl US Classic. Elle tente de participer aux Championnats Visa 2009 à Austin, au Texas durant lesquels elle est incapable d’effectuer ses routines complètes et participe seulement aux exercices à la poutre et au sol.
2010
Sa première rencontre d’élite a été le Cover Girl Classic à Chicago, où elle termine troisième sur la poutre d’équilibre, sixième au saut de cheval dans la division junior.
Aux Championnats nationaux juniors américains, Gabrielle Douglas a remporté la médaille d’argent à la poutre d’équilibre, s’est classée quatrième au concours général et au saut de cheval, et a terminé à égalité pour la huitième place au sol.

### Carrière professionnelle
2011
Elle a été membre de l’équipe américaine qui a remporté la médaille d’or du concours par équipe des championnats du monde de 2011 à Tokyo. De par la règle des deux participantes par nation pour le concours général individuel, elle ne participe pas à celui-ci
, ses compatriotes Jordyn Wieber et Aly Raisman, qui la devancent lors des qualifications et terminent respectivement avec la médaille d’or et à la quatrième place. Qualifiée pour la finale des barres asymétriques, elle termine à la cinquième place.
2012
Gabrielle Douglas participe à ses premières olympiades à Londres. Elle remporte la médaille d’or du concours général par équipes féminin avec McKayla Maroney, Aly Raisman, Kyla Ross et Jordyn Wieber. L’exploit est d’autant plus remarqué que les États-Unis n’avaient plus décroché un titre olympique dans cette discipline depuis 1996. Le titre lui vaut d’obtenir un autre surnom avec ses quatre coéquipières, les « Fierce Five » (« les cinq sauvages »).
Le 2 août, elle remporte le titre  avec la médaille d’or au concours général individuel devant Victoria Komova et Aliya Mustafina. C’est la première athlète afro-américaine à remporter une médaille d’or au concours général individuel,. Lors des épreuves par appareil, elle termine huitième de la finale des barres asymétriques et septième de la poutre où elle chute.
2013-2014
2015
Lors des championnats du monde de Glasgow, elle participe dans le concours général par équipes, obtenant avec Maggie Nichols, Simone Biles, Aly Raisman, Madison Kocian et Brenna Dowell le troisième titre mondial consécutif dans le concours par équipes de la sélection américaine. Elle remporte la médaille d’argent de l’épreuve individuelle derrière sa compatriote Simone Biles qui remporte ainsi son troisième titre consécutif de championne du monde du concours général,.
2016
Gabrielle Douglas remporte aux Jeux olympiques de 2016 à Rio la médaille d’or du concours général par équipes féminin avec Aly Raisman, Simone Biles, Lauren Hernandez et Madison Kocian. Bien que réalisant le troisième total de points des qualifications, elle ne peut pas participer au concours général, chaque nation étant limitée à deux participantes : elle est alors devancée par ses deux compatriotes Simone Biles et Aly Raisman.

## Agressions sexuelles
En octobre 2017, elle porte plainte pour agressions sexuelles, contre le médecin de l’équipe nationale américaine, Larry Nassar, quelques jours après les révélations de sa compatriote Aly Raisman. Cette affaire s’inscrit dans un scandale plus vaste d’agressions sexuelles qui affecte la Fédération de gymnastique américaine qui a entraîné la démission du président de la Fédération américaine, Steve Penny.
Gabby Douglas est la dernière gymnaste en date à accuser le médecin d’attouchements sexuels sous couvert de traitement contre des blessures au dos ou aux hanches.

## Culture populaire
En 2016, la société Mattel choisit de créer une poupée Barbie à son effigie. Gabrielle Douglas s’est dit honorée d’avoir été choisie comme modèle pour accompagner les petites filles dans leurs jeux, elle-même ayant joué à la poupée Barbie dans son enfance. Dotée de bras et de jambes articulées, la poupée a été conçue pour reproduire les mouvements de gymnastique.
Elle souligne les bienfaits de la pratique sportive pour le « dépassement de soi » et « croire à ses rêves » en déclarant « J’aime repousser les limites et je suis heureuse que ma propre Barbie célèbre le fait que je sois un modèle pour les petites filles, (...) Avoir une Barbie Shero à mon effigie me motive encore plus pour inspirer ces filles à donner le meilleur d’elles-mêmes. ».

## Palmarès

### Jeux olympiques
| Londres 2012 | Médaille d'or, Jeux olympiques | Médaille d'or, Jeux olympiques | 7e            | 8e |
| Rio 2016     | Médaille d'or, Jeux olympiques | Non qualifiée                  | Non qualifiée | 7e |

### Championnats du monde
| Éditions     | Par équipes          | Concours général         |
| ------------ | -------------------- | ------------------------ |
| Tokyo 2011   | Médaille d'or, monde | Non qualifiée            |
| Glasgow 2015 | Médaille d'or, monde | Médaille d'argent, monde |

### Autres compétitions
- American Cup 2016 :
  -  1re au concours général

## Filmographie
- 2013 : Tatamy Academy (saison 3 episode 11) : elle-même
- 2014 : The Gabby Douglas Story, film américain[18].
- 2014 : Vampire Diaries, lors de la saison 4[19].